# Chialingosaurus
Chialingosaurus ("ještěr od řeky Ťia-ling-ťiang (Chialing)") byl rod stegosauridního ptakopánvého dinosaura, který žil v období střední až svrchní jury (geologické věky oxford až kimmeridž, asi před 161 miliony let) na území dnešní čínské provincie S’-čchuan (Sečuánská pánev).

## Historie

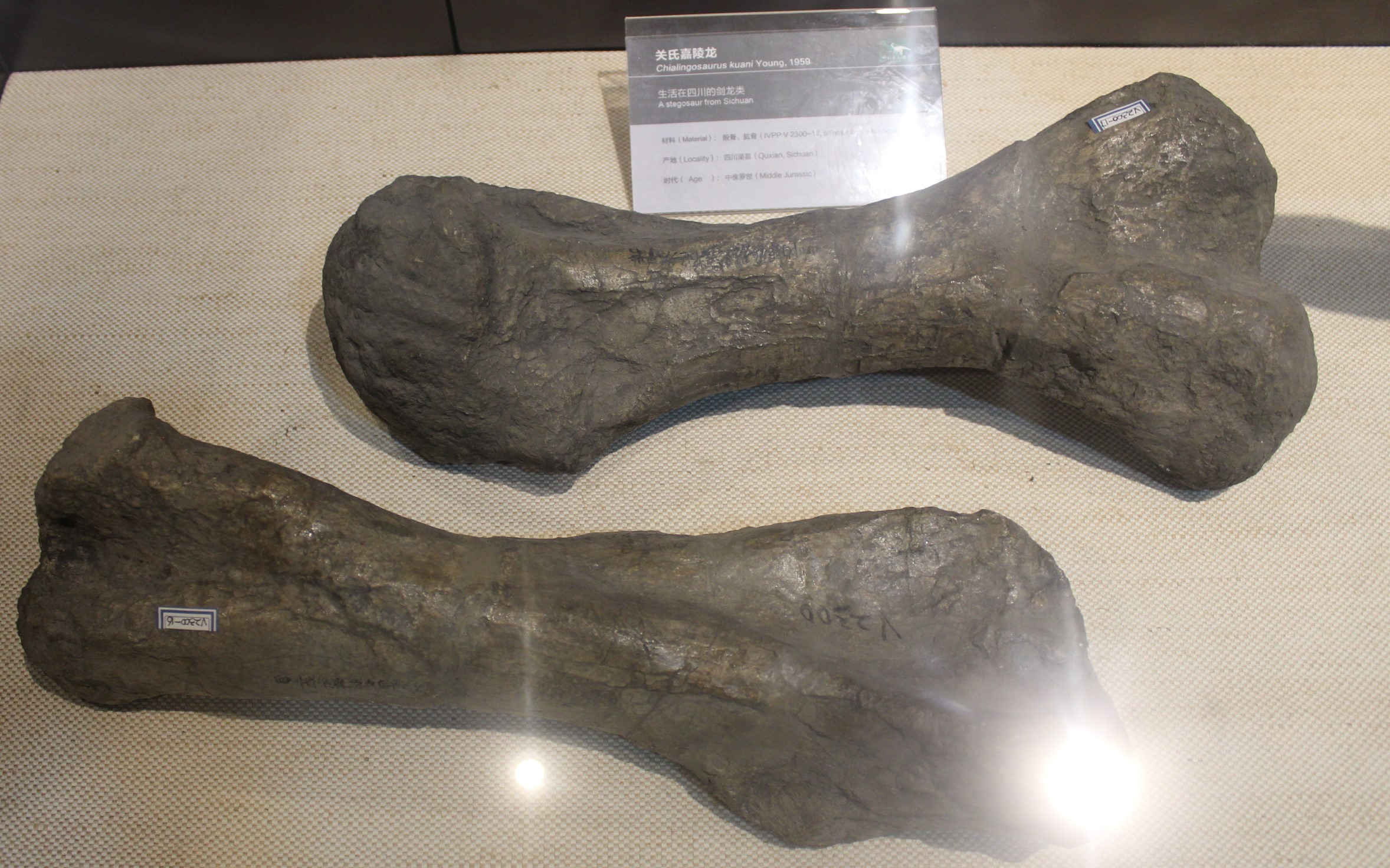
Stehenní a pažní kost chialingosaura v muzejní expozici.

Fosilie dinosaura (holotyp nese označení IVPP 2300) byly objeveny roku 1957 v sedimentech souvrství Ša-si-miao (angl. Shaximiao) a formálně je popsal čínský paleontolog Jang Čung-ťien v roce 1959. Holotyp představuje nekompletní kostru bez lebky. Druhové jméno odkazuje k řece, tekoucí nedaleko místa objevu, tedy Ťia-ling-ťiang (anglicky Chialing). Druhové jméno je poctou geologovi jménem Kchuan Jao-wu, který zkameněliny dinosaura objevil. Později byly objeveny další dva exempláře tohoto dinosaura, ve všech případech se zřejmě jedná o nedospělé (subadultní) jedince.
V roce 1999 byl stanoven domnělý nový druh tohoto rodu, Chialingosaurus guangyuanensis. Protože ale nebyla tato úvodní zpráva doplněna dostačujícím anatomickým popisem fosilií, v současnosti se jedná o nomen nudum.

## Rozměry

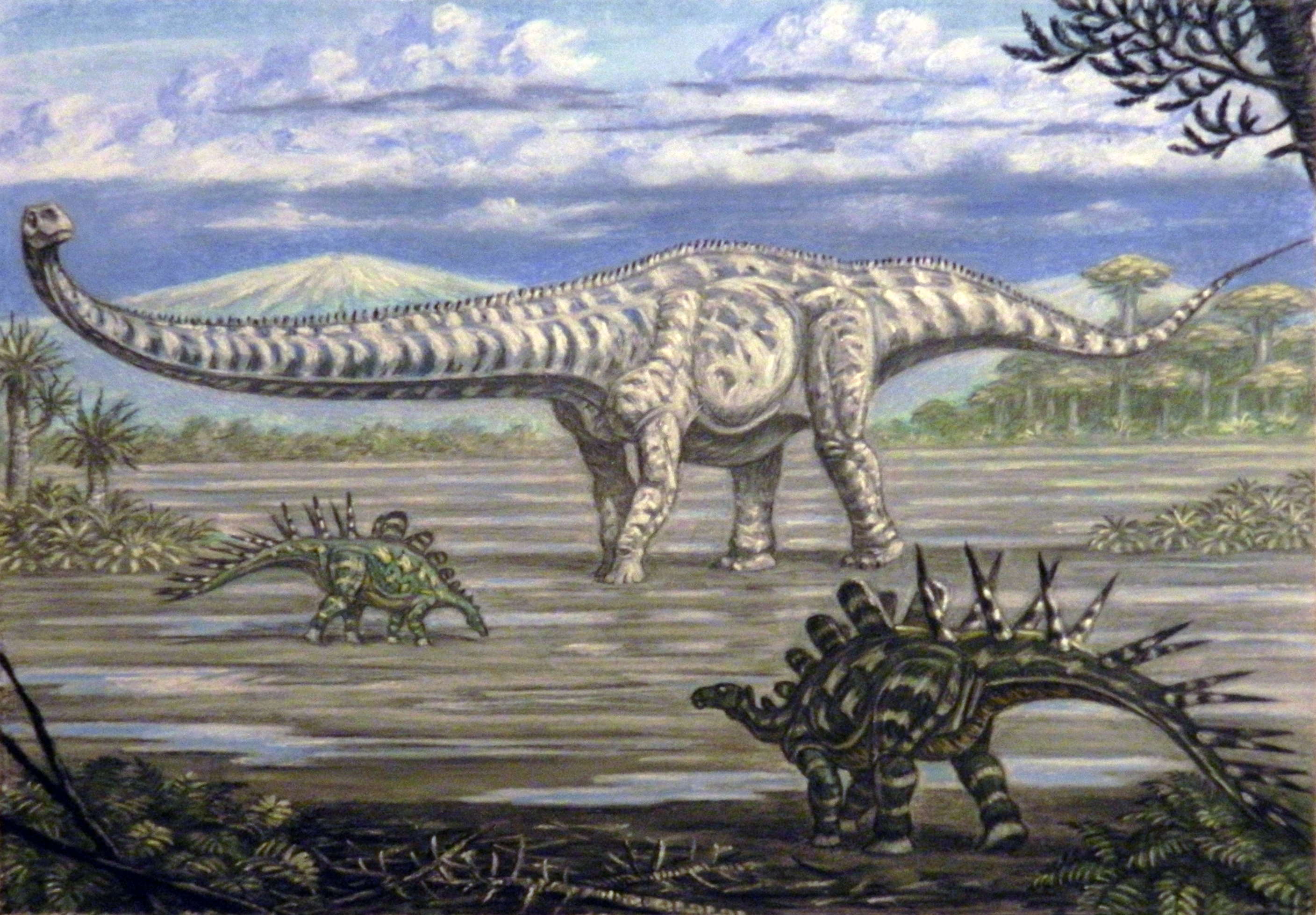
Ekologická scéna s rody Mamenchisaurus a Chialingosaurus.

Tento stegosaurid dosahoval podle paleontologa Thomase R. Holtze, Jr. délky asi 4 metry a hmotnosti v řádu stovek kilogramů. Badatel Gregory S. Paul se domnívá, že dosud objevené exempláře rodu Chialingosaurus jsou ve skutečnosti nejspíš mláďaty druhu Tuojiangosaurus multispinus. Tento druh přitom dosahoval délky kolem 6,5 metru a hmotnosti zhruba 2800 kg.